# XIIIe gouvernement régional de Madère
 (signalé en mai 2025).
Si vous disposez d'ouvrages ou d'articles de référence ou si vous connaissez des sites web de qualité traitant du thème abordé ici, merci de compléter l'article en donnant les références utiles à sa vérifiabilité et en les liant à la section « Notes et références ».
- Archive Wikiwix
- Bing
- Cairn
- DuckDuckGo
- E. Universalis
- Gallica
- Google
- G. Books
- G. News
- G. Scholar
- Persée
- Qwant
- (zh) Baidu
- (ru) Yandex
- (wd) trouver des œuvres sur Wikidata

Région autonome de Madère
XIIe XIVe
Le XIIIe gouvernement régional de Madère (en portugais : XIII Governo Regional da Madeira) est le gouvernement de la région autonome de Madère en fonction à partir du 15 octobre 2019 durant la treizième législature de l'Assemblée législative élue en septembre 2019.

## Composition
| Portefeuille                                                                                 | Titulaire | Titulaire                                | Parti       |
| -------------------------------------------------------------------------------------------- | --------- | ---------------------------------------- | ----------- |
| Président du gouvernement régional (pt)                                                      |           | Miguel Albuquerque                       | PPD/PSD     |
| Vice-président du gouvernement régional Secrétaire régional aux Affaires parlementaires      |           | Pedro Calado (pt) (jusqu'au 16/08/2021)  | PPD/PSD     |
| Secrétaire régional à l'Économie                                                             |           | Rui Barreto (pt)                         | CDS-PP      |
| Secrétaire régional à l'Éducation, aux Sciences et à la Technologie                          |           | Jorge Carvalho (pt)                      | PPD/PSD     |
| Secrétaire régional à la Santé et à la Protection civile                                     |           | Pedro Ramos                              | Indépendant |
| Secrétaire régional au Tourisme et à la Culture                                              |           | Eduardo Jesus                            | Indépendant |
| Secrétaire régional à l'Inclusion sociale et à la Citoyenneté                                |           | Augusta Aguiar (jusqu'au 29/09/2021)     | Indépendant |
| Secrétaire régional à l'Inclusion sociale et à la Citoyenneté                                |           | Rita Andrade (à partir du 29/09/2021)    | Indépendant |
| Secrétaire régional à l'Environnement, aux Ressources naturelles et au Changement climatique |           | Susana Prada (pt)                        | Indépendant |
| Secrétaire régional à la Mer et à la Pêche                                                   |           | Teófilo Cunha (pt)                       | CDS-PP      |
| Secrétaire régional à l'Agriculture et au Développement rural                                |           | Humberto Vasconcelos (pt)                | PPD/PSD     |
| Secrétaire régional à l'Équipement et l'Infrastructure                                       |           | Pedro Fino                               | Indépendant |
| Secrétaire régional aux Finances                                                             |           | Rogério Gouveia (à partir du 16/08/2021) | PPD/PSD     |